# أنتي يختونين
أنتي يختونين (بالفنلندية: Antti Lehtonen)‏ هو لاعب هوكي الجليد فنلندي، ولد في 6 أغسطس 1993 في يوفاسكولا في فنلندا.

## وصلات خارجية
- أنتي يختونين على موقع EliteProspects.com (الإنجليزية)
- أنتي يختونين على موقع Eurohockey.com (الإنجليزية)
- أنتي يختونين على موقع HockeyDB.com (الإنجليزية)